# Сярско княжество
Сярското княжество е обособено феодално владение с център град Сяр, създадено от царица Елена Българска сестра на българския цар Иван Александър и вдовица на сръбския цар Стефан Душан, то съществува през втората половина на XIV век.

## Образуване на Сярското княжество
Цар Стефан Душан умира неочаквано през 1355 г., оставяйки на престола младия си син Урош V, което дава възможност на Елена да поеме властта на царството като регентка на сина си до 1356 г. В известния пасаж за разпадането на сръбското царство, Йоан Кантакузин отбелязва, че вдовицата на Стефан Душан и сестра на българския цар Иван-Александър – Елена, след 1355 г. подчинила под властта си много земи и градове и не вземала активно участие в борбата за сръбския престол между цар Урош и цар Симеон Урош. Други съвременни извори отчасти потвърждават, отчасти опровергават тези сведения. Въпреки че през 1356 г. Елена се замонашва под религиозното име Елисавета, това не отказва амбицираната вдовица на Душан да се занимава с политика. При последвалото след смъртта на Стефан Душан съперничество за короната, между сина ѝ Стефан Урош, и полубрата на Стефан Душан – Симеон Урош, по причини, които не са напълно ясни, Елена се оттегля в Сяр, като същевременно запазва владетелски права върху известни имоти в Зета.

## Управление на царица Елена (1355 – 1365)
Изворите показват, че Елена към 1355 управлява Сярското княжество в продължение на десетилетие след смъртта на Душан, като първоначално признавала върховната власт на сина си. Така например през май 1356 г. е засвидетелствувано присъствието на сръбския цар в Сяр, където заедно с майка си той издава грамота за мелнишкия митрополит Кирил. От този период (до 1360 г.) датират и фреските в църквата „Успение на Пресвета Богородица“ в село Матейче до Куманово, на които цар Урош е изобразен заедно с царица Елена. Вдовицата на Стефан Душан присъствала и на държавния събор в Скопие през пролетта на 1357 г., което показва, че тя на практика подкрепя своя син Урош в борбата за Душановото наследство.
До 1360 г. царица Елена и цар Урош се споменават заедно като владетели и в съвременните приписки. Добрите отношения между двамата се доказват и от съвместните монети, които те секат след декември 1355 г., и от факта, че цар Урош защитава активно владетелските права на царица Елена в Зета. Освен това, след като деспот Никифор II Орсини завзел Епир и Тесалия, той се опитал да подобри отношенията си със сръбските управници и за целта се обърнал директно към царица Елена, искайки ръката на сестра ѝ Теодора Срацимир – с други думи, на владетелката на Сяр все още било гледано като на представител на царската власт в тази област.
Смъртта на Стефан Душан съживила надеждите на византийската аристокрация за успешни военни действия срещу периферните области на Душановото царство. През лятото на 1358 г. двама византийски феодали – братята Алекси и Йоан, правят опит нахлуват във владенията на Елена, в областта Завалтия (северозападно от планината Пангей). Най-възрастният син на Йоан Кантакузин – Матей, също се опитва да използва неуредиците в полиетническата държава, за да разшири владенията си на запад. Като причина за решението на сина си да нахлуе в „Мигдония“ (равнината около Филипи) Йоан Кантакузин изтъква желанието на най-видните архонти от „трибалите“ (погрешно отъждествявани със сърбите) – кесаря Войхна, „архонта“ на Сяр и дори самата царица Елена, да му предадат градовете, които управлявали. След като Матей Кантакузин пресякъл Христополските проходи, се оказало, че неговият главен съмишленик – Душановият управител на Драма, кесарят Войхна, отсъства от града, а в Югоизточна Македония се намирала войска, изпратена на царица Елена от цар Урош, за да спре похода на Алекси и Йоан. Войската на Матей Кантакузин двукратно отблъснала нападенията на този отряд, но турските наемници се разбунтували и поискали да се върнат обратно. По време на безредното отстъпление на Кантакузиновите пълчища местното население нападало и унищожавало отделни групи от войската му. Самият Матей Кантакузин бил заловен в блатата около Филипи и предаден на кесаря Войхна. Този войвода и феодал, след като жителите на Филипи му предават пленения Матей Кантакузин, получава разрешение от Елена да постъпи с пленника „като с военна плячка“.
Всички тези факти изглеждат достатъчни, за да се твърди, че властта на цар Урош в Сярска област чрез посредничеството на царица Елена поне до края на 50-те години на XIV век била достатъчно стабилна и реална. В същото време и тук редица обстоятелства сочат, че самото оттегляне на царица Елена в Сяр показва не стремеж към самостоятелност, а поемане ролята на попечител по отношение на младото царско семейство – цар Стефан Урош V и царица Анка Басараб. На родословното дърво върху фреските на църквата „Св. Богородица“ в Матейче царица Елена, цар Урош, а вероятно и сестрата на Елена – Теодора, са представени (за разлика от всички други генеалогични дървета на Неманичката династия) не като представители на династията Неманичи (непрецизно определяна генеалогично за сръбска), а като потомци на фамилията Асеневци – Комнини, според българския историк Иван Божилов.
През 1360 – 1361 г. царица Елена вече се споменава като напълно самостоятелна владетелка в Сяр. В една грамота от 1360 – 1361 г., с която цар Урош потвърждава дарове на царица Елена за манастира „Хилендар“, след подписа има бележка: „госпожа светата царица управлява сама в Сяр“. От всички тези сведения може да се съди, че най-късно от ноември 1360 г. Елена започва да води свой самостоятелен политически живот в Сярската област. Нейното откъсване от владенията подчинени на сина ѝ на север не става чрез открит конфликт със сръбския цар, а по-скоро е закономерен етап в процеса на феодализация на мултиетническото Душаново царство. В документите, засягащи пряко владенията на Елена в Сярската област, името на сина ѝ след началото на 60-те години вече не се споменава, което за някои изследователи е знак, че дори теоретично сръбският цар (цар Стефан Урош V още приживе е определен от баща си за управител на по-отдавна владените западни български и сръбски земи, а Душан си запазва Романия) няма владетелски права в земите, управлявани от царица Елена.
Периодът на самостоятелното управление на Елена в Сяр (1360 – 1365 г.) се характеризира с редица нововъведения в системата на управление, чрез които държавната структура на Сярското княжество придобива определен и специфичен облик. Въведена била византийската институция на „вселенските съдии“ и „синклит“а. Владетелката на Сяр имала решаваща дума в работата на Сярската митрополия, решавала спорове между отделни свои феодали и заобиколена от своите най-близки помощници – нейни роднини и „дворяни“ (икии), членове на новоучредения синклит, притежавала всички атрибути на независима владетелка. Така през 1360 – 1361 г. Сярското княжество на Елена имало вече напълно изградена държавна структура и представлява добре уредена феодална държава, която още преди 1365 г. получава международно признание според някои изследователи, но за други то по-скоро има характер на самостоятелен апанаж в който поради естеството на роднинската връзка майка-син се провежда самостоятелна и външна политика.
През пролетта или лятото на 1364 г. в Сяр пристига византийско църковно пратеничество начело с патриарх Калист, който през 1351 – 1352 г. отлъчва от Вселенската православна църква цар Стефан Урош V (Душан е анатемосан) и сръбската църква поради неканоничното провъзгласяване на царството и Печката патриаршия. Поради продължаващата църковна схизма мисията на патриарх Калист имала неофициален характер. Според Кантакузин целта на константинополския патриарх била да постигне споразумение с царица Елена за прекратяване на враждебните отношения между Византия и нейното княжество (респективно и за владенията на сина ѝ) и за обща борба срещу османските нашественици в Тракия. Такова споразумение било възможно само при положение, че се сложи край на църковния разкол, и затова тази чисто политическа задача била поверена на патриарх Калист. Контакузин съобщава, че царица Елена и „най-видните трибали“ приели радушно византийските пратеници и „всички заедно решили, че трябва (да се организира) военен поход срещу варварите“. Но патриарх Калист не успял да осъществи докрай възложената му мисия, тъй като по време на престоя си в Сяр неочаквано се разболява и умира от разразилата се чумна пандемия в Европа от 1347 г. Целият епизод, отразяващ престоя на константинополския патриарх в Сяр и преговорите му с царица Елена, показва, че царицата-майка Елена е главния фактор при определянето и провеждането на външната политика на Душановото царство и нейните решения са напълно самостоятелни и определящи за тези на сина ѝ управляващ „старите земи“. Въпреки че, наричали неточно и некоректно Сярското княжество „Сърбия“ византийците търсили съдействието не на цар Урош, а на царица Елена с пълното съзнание, че тя сама определя насоките на външната политика на нововъзникналото царство в западните български и сръбски земи. Радушният прием, който тя оказва на патриарх Калист, свидетелства, че не е била чужда на мисълта да сложи край на църковната схизма с византийската църква.
Запазените съвместни монети на царица Елена и цар Урош датират от 1356 – 1360 г., когато двамата се споменават все още заедно и в други извори. След това царица Елена се споменава само заедно с Вълкашин, а последните сведения за управлението ѝ в Сяр са от август 1365 г. Логично е да се предположи, че тя е могла да емитира монети само като владетелка на Сяр и царица-майка – следователно до август 1365 г. Тези факти очертават един приблизителен интервал от време, в който царица Елена и крал Вълкашин са могли да емитират съвместни монети: 1360/1361 – август 1365 г. Следователно още в този период Вълкашин е притежавал кралската титла на Неманичите. Монетите на царица Елена и крал Вълкашин показват още веднъж, че този феодал е протежиран лично от нея и се е издигал с нейна подкрепа в държавната йерархия на Душановото царство, като дори навеждат на мисълта, че кралската си титла той е дължал на благоразположението на владетелката на Сяр.

## Управление на деспот Углеша (1365 – 1371)
През втората половина на 60-те години на XIV век в Югоизточна Македония установява своята власт и деспот Йоан Углеша. Няма нито едно сведение, че това е станало против волята на царица Елена. Царица Елена остава в Сяр най-късно до лятото на 1367 г., когато за нея се споменава в едно писмо на известния византийски учен Димитър Кидон. През август същата година тя се споменава и в дубровнишки документи и вероятно по това време тя вече се намира в двора на сина си цар Урош или в своите зетски владения.
През 1366 – 1367 г. по настояване на жителите на град Янина и със съдействието на тесалийския владетел цар Симеон Синиша завареният син на Радослав Хлапен – Тома Прелюбович (според някои трактовки внук на царицата – син на дъщеря ѝ кесарица Ирина от Григор Прелюбович), се оттегля от владенията си във Воден и поема управлението на град Янина. Неговото полунезависимо княжество (владение-апанаж) в Южна Македония, което съществува от 1359 – 1360 г., преминава под върховната власт на братя Мърнявчевичи, най-вероятно на деспот Углеша.
След януари 1366 г. двамата братя Мърнявчевичи късат отношенията си помежду си и Сярското княжество възстановява своята независимост. Ако политическата активност на крал Вълкашин в края на 60-те години на XIV век е свързана изключително със стремежа му да се наложи над феодалите на север, то дейността на деспот Углеша по същото време има за обект преди всичко дипломатическата и военната подготовка на „кръстоносен поход“ срещу османските нашественици. С тази подготовка са свързани най-важните и интересни страници от историята на Сярското княжество. Но пътят към една достатъчно силна християнска коалиция, в която според замисъла на сярския деспот трябвало да участва Византия и други православни държави и владетели, минава през църковното помирение с Константинополската патриаршия.
Затова подновяването на прекъснатите през 1364 г. преговори за църковно помирение е първата външнополитическа инициатива на деспот Углеша още от 1366 г. В грамотата-писмо на деспот Углеша до патриарха остро се осъжда политиката на цар Стефан Душан, който „гледал с лакоми очи неподчинените нему градове“, „отнемал ромейската свобода“, „вдигал неправеден меч срещу беззащитните“, „презирал закона господен“ и т.н. За разлика от него деспот Углеша считал „своя живот за безсмислен“ и не можел да даде „нито сън на очите си, нито отмора на слепоочията си“, докато не унищожи допуснатата от Душан неправда и не върне на ромеите „старите свободи“. Подновеният курс води и до персонални промени в Сярската митрополия. Още в началото на преговорите за църковно помирение митрополитът сърбин Сава е трябвало да напусне своя пост, тъй като ръкополагането му от Печ е било неканонично от гледна точка на византийската църква, и да отстъпи мястото си на българския духовик Теодосий – привърженик на помирението.
През 1368 година деспот Углеша прави дарения на Светогорските манастири.

## Унищожаване на Сярското княжество
Независимо от разделението им, в някои сфери политическото сътрудничество между крал Вълкашин и деспот Углеша продължава. Деспот Углеша се опитва да спре настъплението на запад на османските турци и вика на помощ брат си Вълкашин. Целта на войската им е да направи изненадваща атака на османците в тяхната столица Одрин, докато Мурад I е в Мала Азия. На 26 септември 1371 година в битката при Черномен на Марица османските военачалници Лала Шахин и Евренос бей разбиват войските на двамата братя. Османската армия е много по-малка, но поради използваната от нея удачна тактика (нощно нападение на християнския лагер, при която караулните постове не са си на мястото), Лала Шахин успява да победи християнската армия и да убие Вълкашин и Углеша. Случилото се дължи най-вече на лошата дисциплина сред християнската войска, както и на поведението на сръбските части, които след поражението се отдали на мародерство. Следствие от битката, земите на Сярското княжество попадат под властта на Византия след акция на сина на византийския император Йоан V Палеолог -  Мануил II Палеолог.